# Economia postkeynesiana
L'economia postkeynesiana és una escola de pensament basada en les idees de John Maynard Keynes. Difereix de les idees de Keynes i l'economia keynesiana així com de la nova economia keynesiana emfatitzant els següents punts:
- La importància de la incertesa i el temps històric.
- La idea que les variables monetàries afecten l'economia "real" (producció, ocupació...) tant en el curt com en el llarg termini.
- Rebuig als models d'equilibri general neoclàssics.

Els economistes postkeynesians creuen que el capitalisme no té cap tendència natural a retornar a la situació de plena ocupació, que la inversió és l'element determinat del nivell de demanda agregada en una economia tancada (o prou gran) i que les decisions en el nivell i la direcció d'inversió es realitzen com a anticipació d'esdeveniments futurs que no poden ser coneguts, ni tan sols probabilísticament, pels individus. Els postkeynesians emfatitzen la necessitat d'una política fiscal que fomenti l'ocupació i una política activa de rendes que estimuli la demanda agregada.
L'escola postkeynesiana generalment centra la seva anàlisi en la macroeconomia. Alguns es fixen els institucionalistes en l'anàlisi microeconòmica.
La major part del desenvolupament postkeynesià es publica al Journal of Post-Keynesian Economics (fundat per Sidney Weintraub i Paul Davidson).

## Elements essencials

### Economia política
Els postkeynesians entenen l'economia com a economia política, emmarcada dins de les ciències socials.

### Demanda efectiva
El principi de demanda efectiva planteja que la producció s'ajusta a la demanda. És a dir, que tant a curt com a llarg termini l'economia és dirigida per la demanda i no per les restriccions en l'oferta.

### La inversió
La inversió és el motor de l'economia i el determinant del nivell de demanda agregada. La inversió, per tant, serà el punt de partida de l'anàlisi postkeynesiana.

### Subsistemes dinàmics
L'economia està formada per diferents subsistemes dinàmics que "tendeixen" a un cert equilibri general a llarg termini. L'existència d'aquests subsistemes dinàmics fa que la inestabilitat sigui inherent al sistema.

### Temps històric dinàmic
El temps lògic és el "tipus de temps" present en la majoria de models econòmics. Per exemple en els exercicis d'estàtica comparada (habituals en la teoria neoclàssica) l'equilibri és pertorbat i automàticament el model es mou cap a un nou equilibri sense tenir en compte el procés per al qual s'arriba a aquest nou equilibri. En canvi, en el temps històric l'economia és un procés dinàmic i no existeix un estat d'equilibri. A més, les decisions d'un període estan marcades per les decisions del període anterior, per tant pot ser difícil i costós tirar endarrere una decisió.
En aquest sentit els economistes postkeynesians presten més atenció al procés de canvi i d'arribada que no pas a la situació d'equilibri en si mateixa.

### Producció i escassetat
Si els economistes neoclàssics posen l'èmfasi de l'economia en gestionar recursos escassos, els postkeynesians neguen aquesta escassetat i denuncien que es produeix per sota de la frontera de possibilitats de producció (ex. l'existència d'atur demostra que hi ha recursos, en aquest cas treball, que no estan essent utilitzats) i que per tant el problema no és assignar uns recursos escassos sinó superar l'escassetat quan aquesta es produeix.

### Flexibilitat de preus
La flexibilitat de preus té efectes nefastos sobre l'economia, ja que actuen com a factor desestabilitzador. La flexibilitat dels salaris reals reduirà la demanda efectiva en disminuir el poder de compra dels treballadors. L'economia postkeynesiana, contràriament a l'economia neoclàssica creu que l'efecte renda prima per sobre l'efecte substitució.

### La naturalesa endògena del diner
A diferència de l'economia neoclàssica, el diner es considera endogen i la seva oferta està regulada pel mercat de diner. En conseqüència, el diner i les variacions i la política monetaries afecten l'economia real tant a curt com a llarg termini.

### L'economia monetària de producció
Els models han de tenir en compte que els contractes en pacten en termes d'unitats monetàries corrents i no en unitats de producte. Les famílies no disposen normalment dels actius físics que necessiten les empreses sinó actius financers. La major o menor predisposició a renunciar als actius menys líquids pot provocar crisis.

### La incertesa
El concepte postkeynesià d'incertesa és la incertesa radical. El futur és imprevisible. No es pot ni tan sols conèixer probabilísticament, ja que es desconeixen tant les probabilitats a assignar com el conjunt d'estats possibles. Per tant, l'únic que importa és la confiança del decisor.
El concepte d'incertesa radical està estretament vinculat amb el de temps històric. Usant termes de la física, el món és no ergòdic. És a dir, no es poden realitzar prediccions del futur basant-se en l'anàlisi estadística i estudis economètrics del passat.
Les expectatives cobren una gran importància. Les expectatives sobre la demanda efectiva són les que determinen les expectatives empresarials que determinaran la inversió i el nivell de producció i el nivell d'ocupació.

### Les institucions
Les institucions tenen una importància cabdal per a l'economia postkeynesiana, especialment en l'anàlisi a curt termini. El concepte institució s'ha d'entendre en context àmpli i els postkeynesians l'adopten dels antics institucionalistes com Thorstein Veblen i John R. Commons i en aquest sentit presten també especial atenció al context històric social i polític en el qual es desenvolupa l'economia.

### Pluralisme d'idees i mètodes
La realitat és multiforme, la qual cosa justifica l'existència de diversos mètodes i teories aparentment rivals.

## Tendències
L'escola postkeynesiana és un conjunt d'economistes o línies de pensament molt heterogènies. Així es poden distingir tres tendències principals:
- Fonamentalistes, el màxim exponent dels quals és Paul Davidson. S'inspiren directament en Keynes i posen èmfasi en la incertesa radical, el diner, la preferència per la liquiditat i la inestabilitat financera.
- Sraffians, que s'inspiren en els treballs de Piero Sraffa, i indirectament en Marx. S'interessen per assumptes relacionats amb els preus relatius, models multisectorials interdependents, la mesura del capital fix o la determinació d'un patró invariable de valor.
- Kaleckians, que s'inspiren en els treballs de Michal Kalecki i, per tant, també indirectament en Marx, però també en Kaldor i en els institucionalistes. S'ocupen dels problemes microeconòmics de fixació de preus, però també dels grans agregats macroeconòmics i de les relacions mesoeconòmiques.

## Principals economistes postkeynesians
- Paul Davidson
- Alfred Eichner
- Richard Goodwin
- Nicholas Kaldor
- Michal Kalecki[1]
- Jan Kregel
- Hyman P. Minsky
- Luigi Pasinetti
- Malcolm Sawyer
- Piero Sraffa
- Joan Robinson
- G. L. S. Shackle
- Sidney Weintraub